# NGC 2822
NGC 2822 ist eine elliptische Galaxie vom Hubble-Typ E im Sternbild Carina am Südsternhimmel. Sie ist schätzungsweise 64 Millionen Lichtjahre von der Milchstraße entfernt und hat einen Durchmesser von etwa 70.000 Lj.
Im selben Himmelsareal befindet sich u. a. die Galaxie NGC 2836.
Das Objekt wurde am 29. Januar 1835 von  John Herschel entdeckt.